# 人字洞遗址
人字洞遗址是中国安徽省芜湖市繁昌区的一个旧石器时代遗址，可能是目前中国境最早的古人类遗址（距今200多万年），被视为中国20世纪最重要的史前考古发现之一。

## 历史
1998年5月，中国“九五”攀登专项《早期人类起源及其环境背景研究》安徽课题组成员金昌柱、郑龙亭、徐繁等在繁昌县孙村镇癞痢山考察时发现该遗址:48。中科院古脊椎所和繁昌县文物局等对其进行了多次发掘，通过其中发现的大量哺乳动物化石，确定它为第四纪最早期遗址。
2006年5月，它被国务院批准为全国重点文物保护单位。由于之前的考察仍存在许多未解决的问题，2019年12月，繁昌县政府与中科院古脊椎所再次启动 “繁昌人字洞遗址的发掘和综合研究”项目，县政府当年为该项目投入超过1200万元。
2020年8月，繁昌县启动人字洞遗址抢险加固工程（国家专项资金666.76万）和环境景观整治工程（繁昌区财政资金1000万），建设人字洞遗址文化公园，面积10.28公顷。同年遗址再次进行发掘，并入选2020年安徽十大重要考古新发现。
2023年，人字洞遗址在中国国家博物馆以“东方故乡——中华大地百万年人类史”为题展出。这是人字洞作为中国最早的古人类活动遗址首次亮相国博。同年，芜湖市开始公开征集人字洞主题公园概念性规划设计方案，计划投资30亿分三期建设人字的主题公园。

## 发现
遗址中发现的石器有石核、石片、刮削器、雕刻器等多个种类，原料多是铁矿，也有硅质泥岩和灰岩:49。该遗址中发现的动物化石包括江南中华乳齿象、锯齿虎、剑齿虎、粗壮丽牛、繁昌竹鼠、杨子长毛鼠、土獾、野兔、猕猴。

## 争议
张森水在2000年《人类学学报》发表论文《繁昌人字洞旧石器遗址1998年发现的人工制品》，根据遗址中发现的以铁矿为主的人造石器和哺乳动物化石，指出其时间应该为距今200多万年前。2009年张森水在《安徽繁昌人字洞——早期人类活动遗址》一书中再次指出人字洞遗址“地质时代为早更新世早期（可能为距今200～240万年前）”。:49-50
但当时国际学术界认为人类大约180万年前才开始从非洲进入欧亚大陆。此外，2000年1月26日吕遵谔于《中国文物报》发表《寻找人类祖先以及文化问题的几点认识》，表示人字洞石器未必是人类制造。2000年2月16日，陈淳在《中国文物报》上也说：“无论在中国还是世界上，用铁矿石作为原料的史前石工业还没有听说过”，且认为石器上的“人为”痕迹可能是自然现象导致。同年，卫奇也在《文物春秋》上表示“人字洞的发现明显想象多于实际”。:50
韩立刚、郑龙亭分别于2000年6月7日和2000年12月6日在《中国文物报》回应了这些质疑，说史前人类制作铁矿石石器并非仅此一例，且也有其他学者对此断代表示认同。2008年繁昌举办国际古人类学术研讨会，但问题并没有得到解决，随后讨论陷入停滞。:50

## 考古发掘
2023年，芜湖市博物馆展出《亚欧大陆最早的人类遗存——人字洞考古发掘二十五周年成果特展》。

## 图集

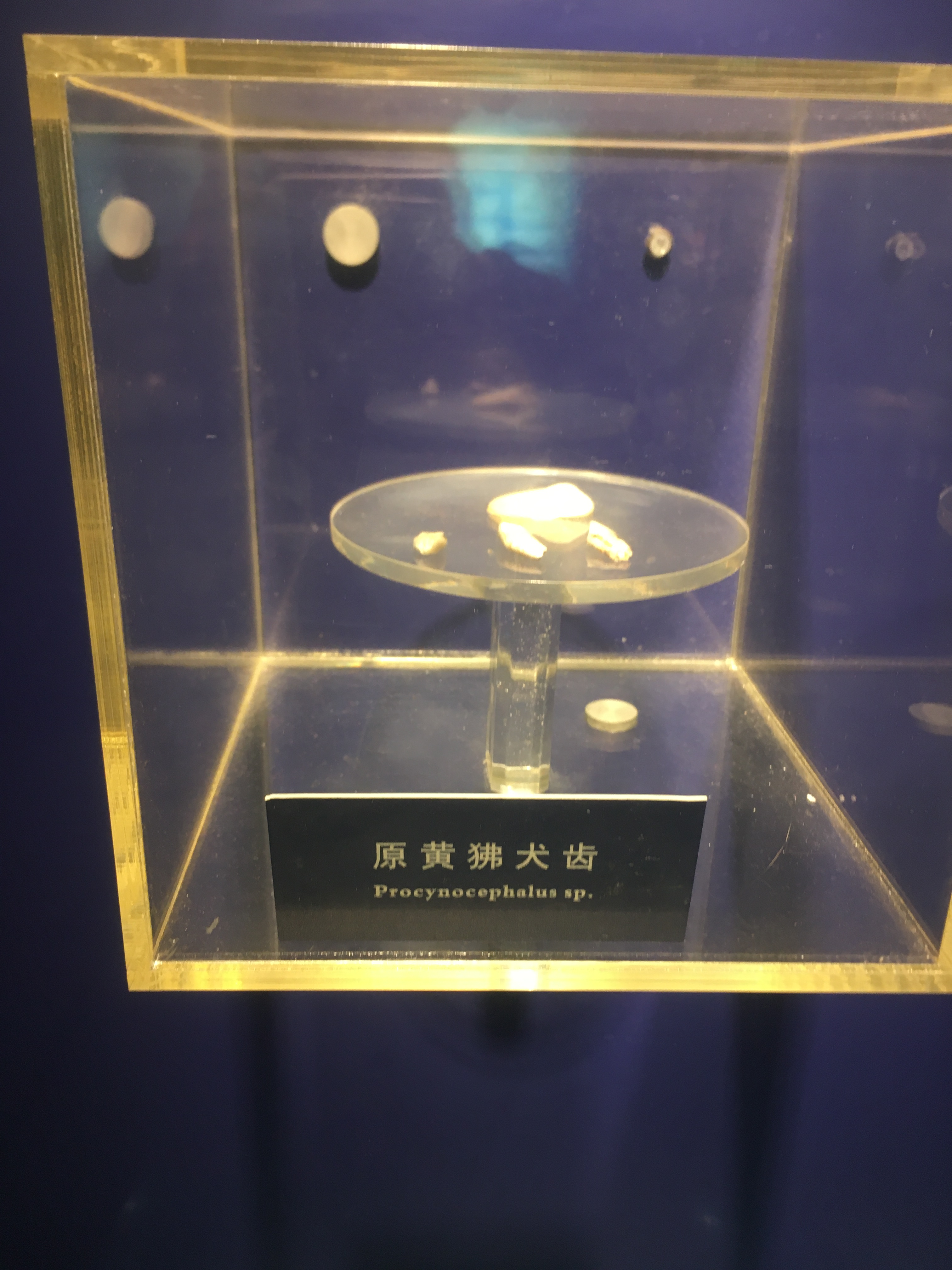
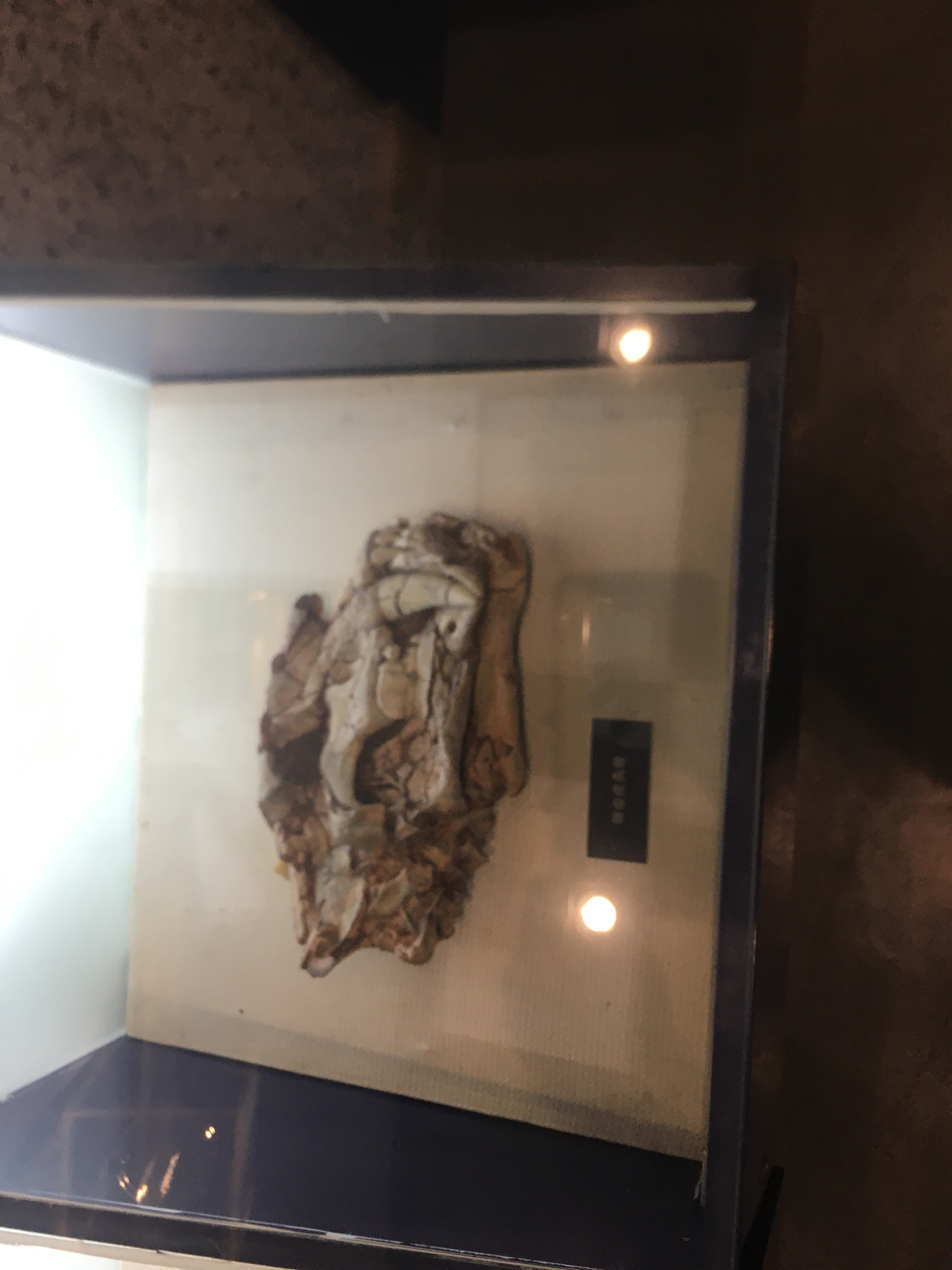
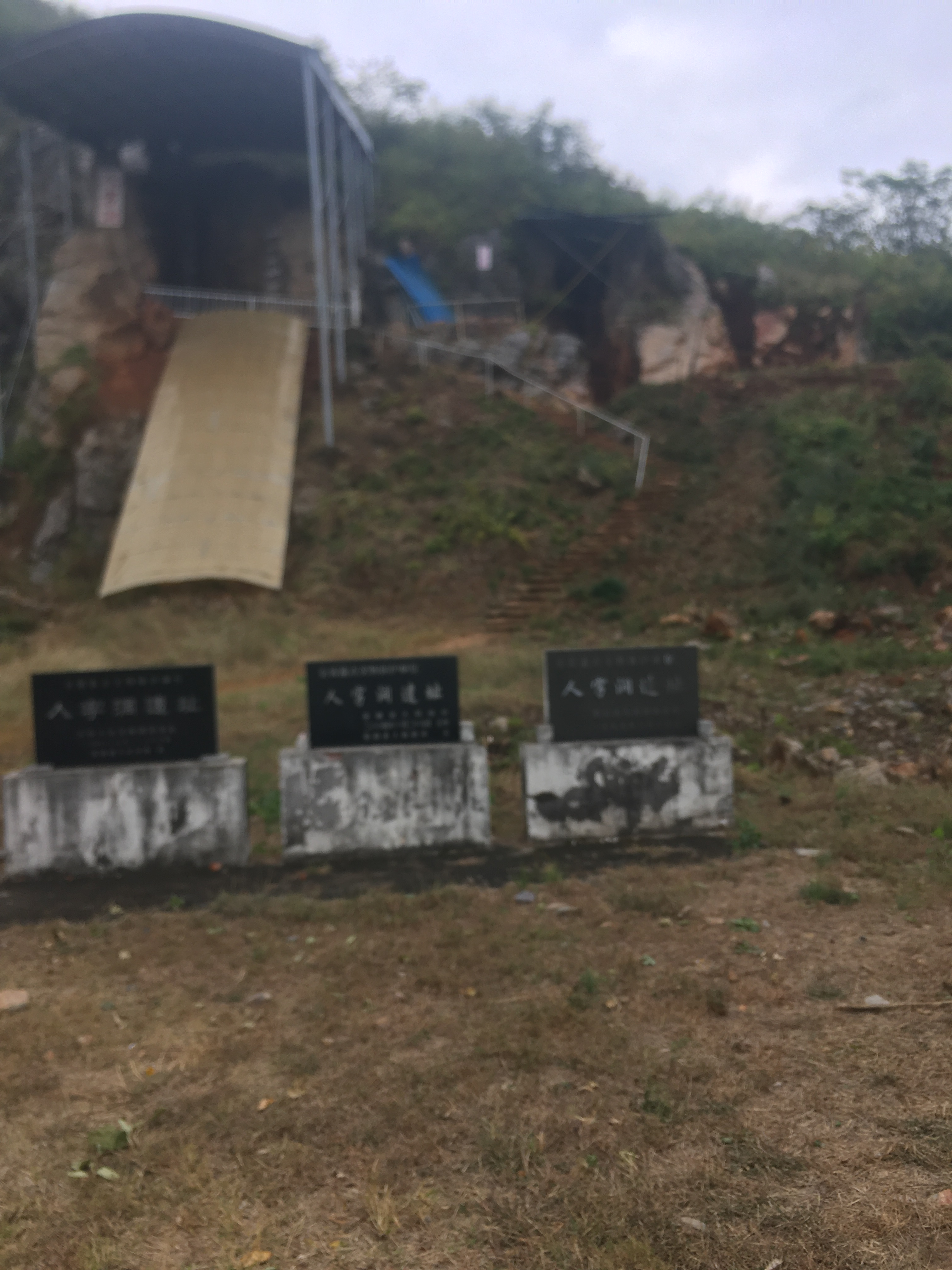